# Bọ cạp trườn
Bọ cạp trườn (danh pháp: Tournefortia sarmentosa) là loài thực vật có hoa trong họ Mồ hôi. Loài này được Lam. mô tả khoa học đầu tiên năm 1792.